# El Águila
El Águila là một khu tự quản thuộc tỉnh Valle del Cauca, Colombia. Thủ phủ của khu tự quản El Águila đóng tại El Águila Khu tự quản El Águila có diện tích 199 ki lô mét vuông. Đến thời điểm ngày 28 tháng 5 năm 2005, khu tự quản El Águila có dân số 10290 người.